# 普雷欧 (马耶讷省)
普雷欧（法語：Préaux，法語發音：[pʁeo]）是法国马耶讷省的一个市镇，属于贡捷堡区。

## 地理
普雷欧（47°56'9"N, 0°27'58"W）面积9.58 平方千米，位于法国卢瓦尔河地区大区马耶讷省，该省份为法国西北部内陆省份。
与普雷欧接壤的市镇（或旧市镇、城区）包括：博蒙皮耶德伯夫、勒比雷、谢姆雷勒鲁瓦、拉克罗普特、瓦勒迪曼恩。

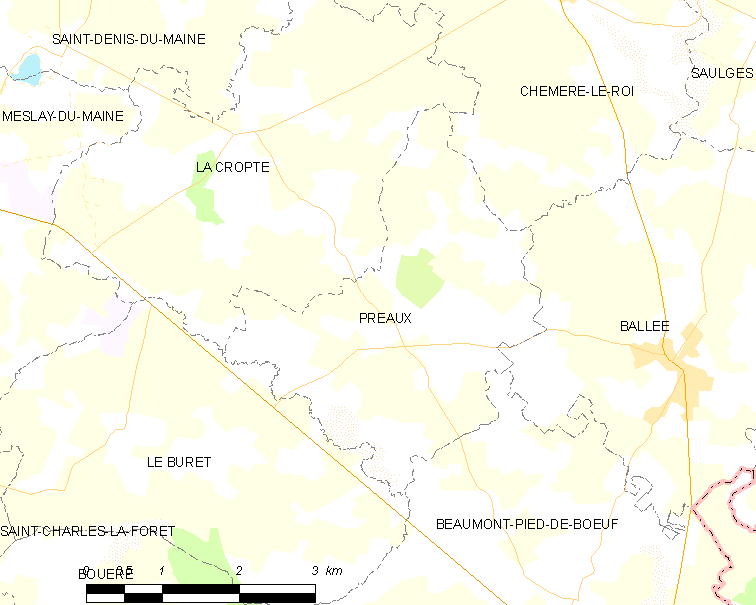
的OSM定位图

普雷欧的时区为UTC+01:00、UTC+02:00（夏令时）。

## 行政
普雷欧的邮政编码为53340，INSEE市镇编码为53184。

## 政治
普雷欧所属的省级选区为梅莱迪迈讷县。

## 人口

1962-2008年间人口变化图示

普雷欧于2022年1月1日时的人口数量为161人。